# Jetta Frost
Jetta Frost (* 1968 in Hamburg) ist eine deutsche Betriebswirtin und Professorin für Betriebswirtschaftslehre (BWL), insbesondere Organisation und Unternehmensführung an der Fakultät für Wirtschafts- und Sozialwissenschaften der Universität Hamburg.

## Leben
Jetta Frost studierte Betriebswirtschaftslehre, Arbeits- und Organisationspsychologie an der Otto-Friedrich-Universität Bamberg und der Universität Zürich.
Von 1993 bis 2004 hatte sie eine Anstellung als Wissenschaftliche Assistentin und Oberassistentin am Lehrstuhl Organisation, Innovations- und Technologiemanagement von Margit Osterloh. Von 1994 bis 1996 fungierte Frost als Projektverantwortliche für das Forschungsprojekt der Schweizerischen Gesellschaft für Organisation und Management (SGO) zum Thema Prozessmanagement als Kernkompetenz. 1997 promovierte sie an der Universität Zürich. Das Thema ihrer Dissertation lautete Die Koordinations- und Orientierungsfunktion der Organisation.
1997 / 1998 war Jetta Frost Preisträgerin des SGO Preises für die beste Dissertation im Fachgebiet Führung / Organisation.
Von 2001 bis 2002 erhielt sie ein Habilitationsstipendium der Ecoscientia Stiftung zur Förderung besonderer Anliegen in Ausbildung und Wissenschaft sowie Projektförderung des Schweizerischen Nationalfonds für das Forschungsprojekt Wie viel Markt verträgt die Unternehmung? Die Organisation wissensintensiver Leistungen. Von 2001 bis 2004 agierte Frost als Projektleiterin der Publikationswerkstatt an der Universität Zürich, welches durch das Bundesprogramm für Chancengleichheit im Rahmen des Peer-Mentoring-Projekts gefördert wurde. Im Wintersemester 2003 / 2004 habilitierte sie und erhielt die Lehrbefugnis für das Fach Betriebswirtschaftslehre. Als Thema ihrer Habilitationsschrift wählte Frost Märkte in Unternehmen. Organisatorische Steuerung und Theorien der Firma.
Im Wintersemester 2003 / 2004 und Sommersemester 2004 hatte sie eine Gastprofessur am Institut für Unternehmensführung und Controlling in der Abteilung für Change Management and Management Development der Wirtschaftsuniversität Wien inne. 
Von April 2004 bis Oktober 2005 war Jetta Frost Inhaberin des ZF Stiftungslehrstuhls Unternehmensführung an der Zeppelin Universität Friedrichshafen.

## Forschungsschwerpunkte
Ihre Forschungsschwerpunkte sind Unternehmensführung, Gestaltung von Organisationsstrukturen und -prozessen, Organisationsgestaltung ("Governance Structures and Governance Mechanisms"), Konzern- und Holdingmanagement, Vergleichende Organisationstheorien und Theorien der Firma, Motivationsmanagement und verhaltensorientierte Steuerung, Wissens- und Prozessmanagement sowie das Verhältnis von Theorie und Praxis in der modernen Betriebswirtschaftslehre.

## Schriften (Auswahl)
- Die Koordinations- und Orientierungsfunktion der Organisation, Haupt Verlag, Bern / Stuttgart / Wien 1998, ISBN 3-258-05745-1 (Zugleich: Universität Zürich, Dissertation, 1997)
- Märkte in Unternehmen. Organisatorische Steuerung und Theorien der Firma, Deutscher Universitäts-Verlag, 1. Auflage, Wiesbaden 2005, ISBN 3-8244-9145-1 (Zugleich: Universität Zürich, Habilitationsschrift, 2003)
- Margit Osterloh / Jetta Frost: Prozessmanagement als Kernkompetenz. Wie Sie business reengineering strategisch nutzen können, Gabler Verlag, 5. Auflage, Wiesbaden 2006, ISBN 978-3-8349-0232-0
- Jetta Frost / Michèle Morner: Konzernmanagement. Strategien für Mehrwert, Gabler Verlag, 1. Auflage, Wiesbaden 2010, ISBN 978-3-8349-0749-3